# 高大化
高大化（？—？），字少賢，山東青州府沂水縣人，民籍，明朝政治人物。

## 生平
山東鄉試第十三名舉人。嘉靖三十八年（1559年）中式己未科會試第一百十九名，三甲第一百八十八名進士。令江陰，剛正不阿，忤權貴，歸里卒。

## 家族
曾祖高睦；祖父高福，壽官；父高遷，母豆氏。慈侍下。